# Rhoma Irama
Rhoma Irama, född 11 december 1946, är en indonesisk sångare.

## Diskografi
- Ke Bina Ria
- Joget
- Penasaran
- Hak Asasi
- Gitar Tua Oma Irama
- Berkelana
- Rupiah
- Begadang